# Mortos na Segunda Guerra Mundial

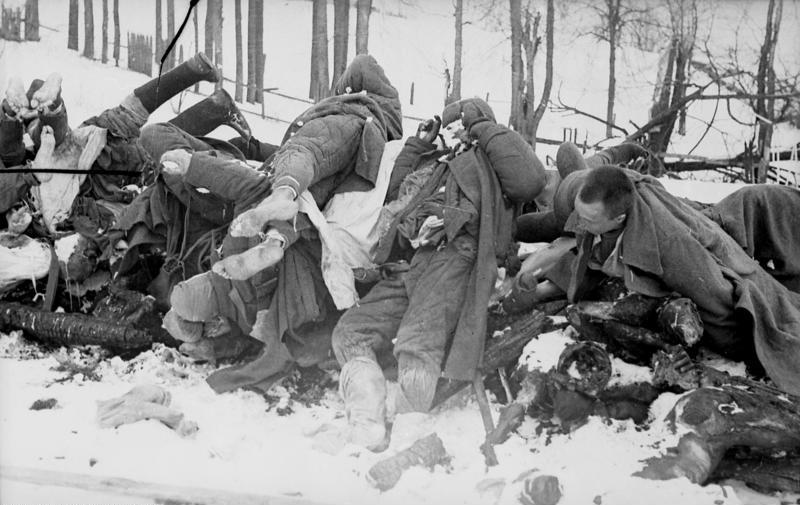
Soldados soviéticos mortos durante a Ofensiva Toropets-Kholm, em janeiro de 1942. Oficialmente, cerca de 8,6 milhões de soldados soviéticos morreram no curso da guerra, incluindo milhões de prisioneiros de guerra.

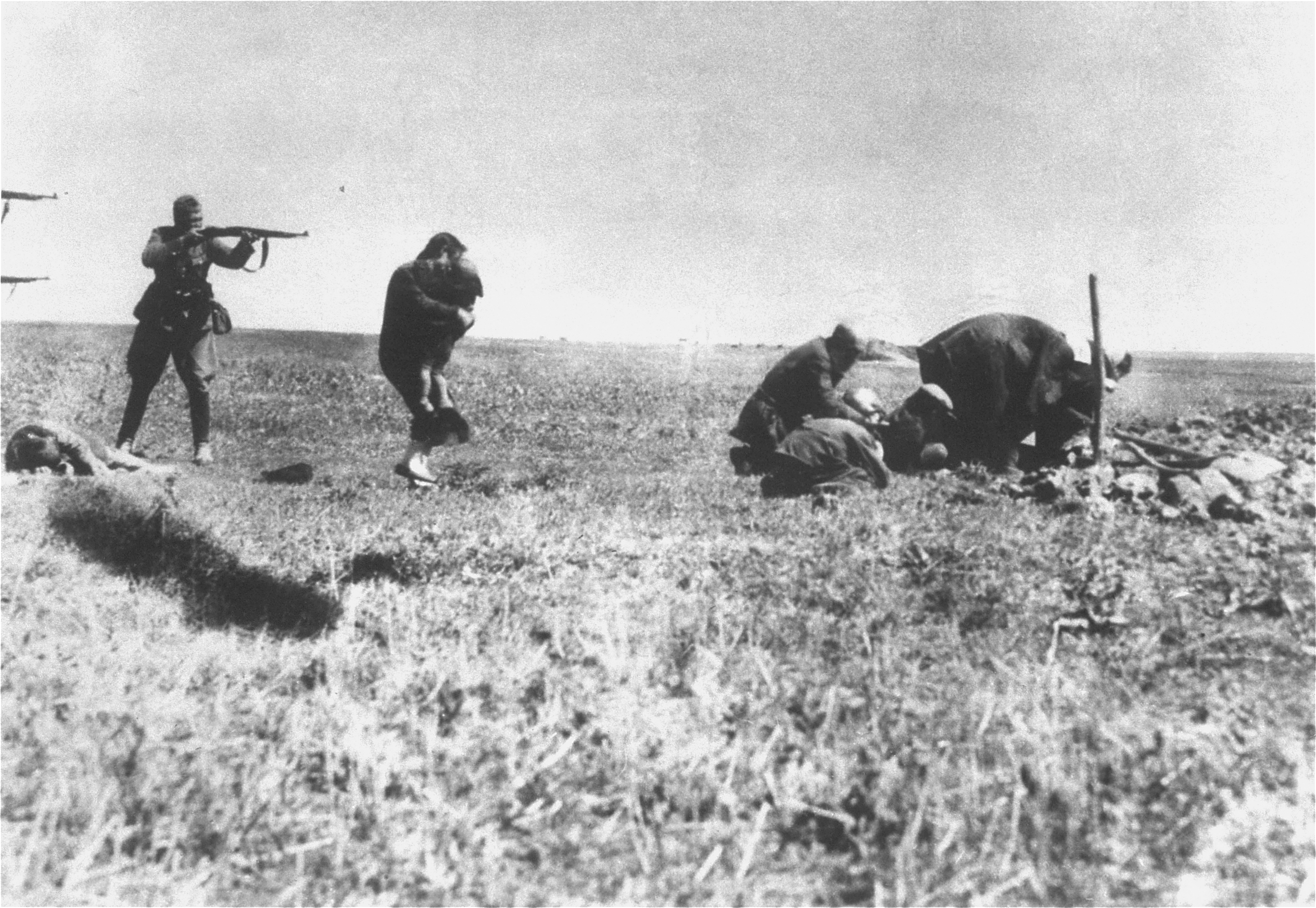
Einsatzgruppen assassinando civis judeus perto de Ivanhorod, Ucrânia, 1942.

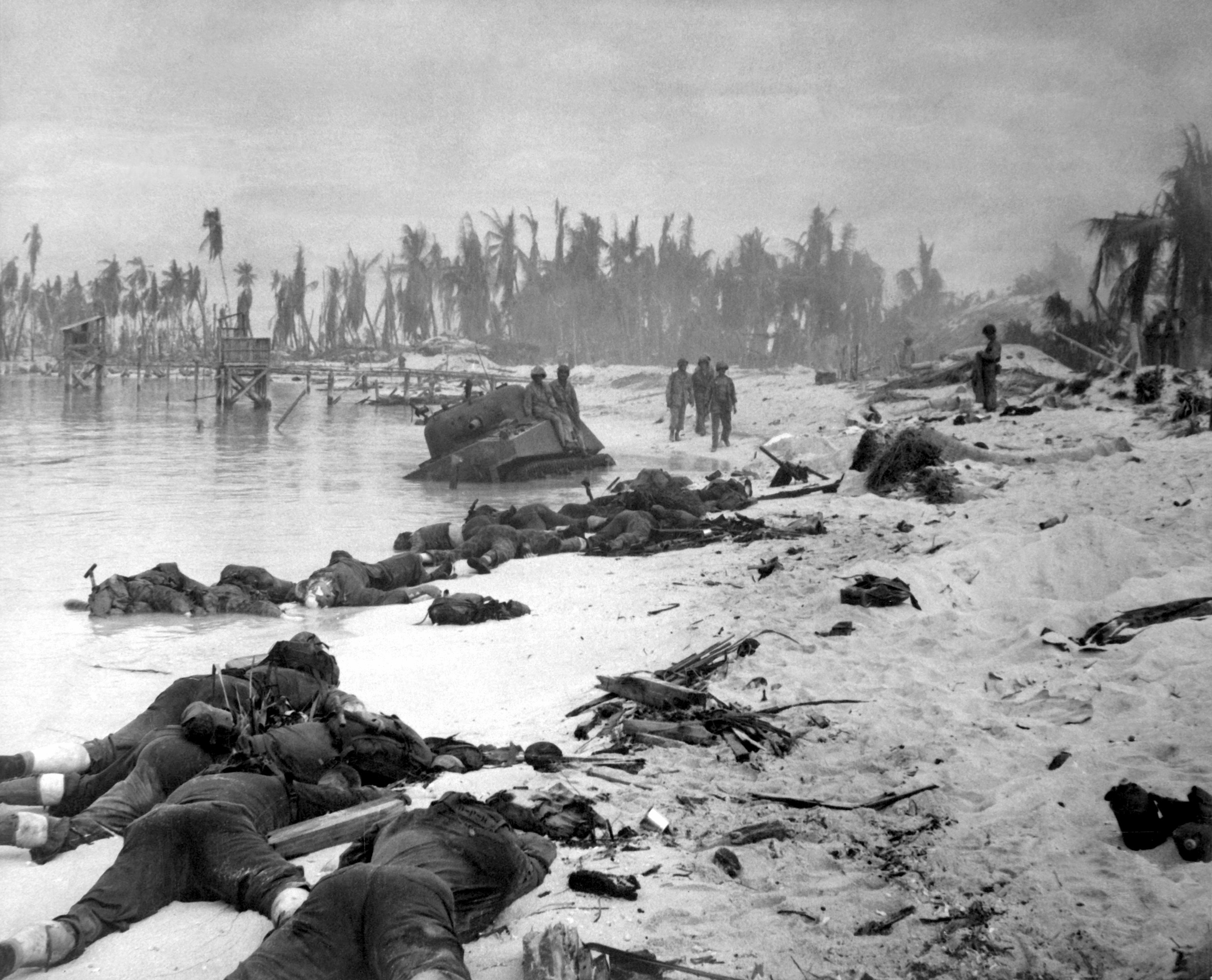
Corpos de fuzileiros navais dos Estados Unidos na praia de Tarawa, Kiribati. Os fuzileiros navais garantiram a ilha após 76 horas de intensos combates. Mais de 6 000 soldados americanos e japoneses morreram nos combates.

A Segunda Guerra Mundial foi o conflito militar mais mortal da história. Um total estimado de 70 a 85 milhões de pessoas pereceram, o que representou cerca de 3% da população mundial de 1940 (est. 2,3 bilhões).
As tabelas abaixo fornecem uma contagem detalhada em perdas de vidas humanas por país. As estatísticas de fatalidades da Segunda Guerra Mundial variam, com estimativas de mortes totais variando de 70 a 85 milhões. As mortes causadas diretamente pela guerra (incluindo militares e civis mortos) são estimadas em 50 a 56 milhões de pessoas, enquanto houve uma estimativa adicional de 19 a 28 milhões de mortes por doenças relacionadas à guerra e fome.
As mortes de civis totalizaram 50 a 55 milhões. As mortes militares de todas as causas totalizaram 21 a 25 milhões, incluindo mortes em cativeiro de cerca de 5 milhões de prisioneiros de guerra. Estatísticas sobre o número de militares feridos são incluídas sempre que disponíveis. Mais da metade do número total de vítimas é contabilizada pelos mortos da República da China e da União Soviética. O governo da Federação Russa, na década de 1990, publicou uma estimativa de perdas na União Soviética em 26,6 milhões, incluindo 8 a 9 milhões devido à fome e doenças. Essas perdas são para o território da União Soviética nas fronteiras de 1946 a 1991, incluindo os territórios anexados em 1939 a 1940. A República Popular da China, em 2005, estimou o número de vítimas chinesas na Segunda Guerra Sino-Japonesa de 1937 a 1945, 20 milhões de mortos e 15 milhões de feridos.
Em 2000, o número total de  militares alemães mortos  foi estimado em 5,3 milhões por Rüdiger Overmans, do Gabinete de Pesquisa de História Militar da Alemanha; esse número inclui 900 000 homens recrutados fora das fronteiras da Alemanha Nazista em 1937, na Áustria e centro-leste da Europa. As mortes de civis não estão incluídas. No entanto, em 2005, o governo alemão estimou que 7 395 000 pessoas morreram (incluindo 4 300 000 de militares mortos e desaparecidos) da Alemanha, Áustria e homens recrutados fora das fronteiras da Alemanha em 1937. Historiadores estimam que o Exército Vermelho foi responsável por 90% dos soldados alemães mortos durante a Segunda Guerra Mundial.
Estima-se que o número de poloneses mortos é entre 5,6 e 5,8 milhões, de acordo com o Instituto da Memória Nacional (2009). A documentação permanece fragmentada, mas hoje estudiosos independentes da Polônia acreditam que 1,8 a 1,9 milhão de civis poloneses (não judeus) e 3 milhões de judeus foram vítimas das políticas de ocupação alemã e da guerra por um total de pouco menos de 5 milhões de mortos.
O governo japonês em 2005 colocou o número de mortes japonesas em 3,1 milhões.

## Classificação de vítimas

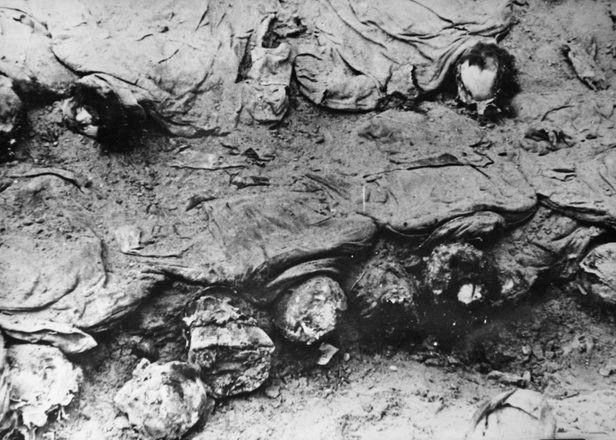
Oficiais militares poloneses executados pelo NKVD soviético no Massacre de Katyn, foto de exumação tirada pela delegação da Cruz Vermelha Polonesa em 1943.

Compilar ou estimar o número de mortes e feridos causados durante guerras e outros conflitos violentos é um assunto controverso. Os historiadores costumam apresentar muitas estimativas diferentes dos números de mortos e feridos durante a Segunda Guerra Mundial. Os autores de Oxford Companion to World War II sustentam que "as estatísticas de vítimas são notoriamente não confiáveis". A tabela abaixo fornece dados sobre o número de mortos e militares feridos em cada país, além de informações sobre a população para mostrar o impacto relativo das perdas. Quando as fontes acadêmicas diferem no número de mortes em um país, são fornecidas várias perdas de guerra, a fim de informar aos leitores que o número de mortes é disputado. Como as estatísticas de vítimas são às vezes contestadas, as notas de rodapé deste artigo apresentam as diferentes estimativas de fontes oficiais do governo e de historiadores. Os números militares incluem mortes em batalhas (KIA) e desaparecidos em ação (MIA), bem como mortes devido a acidentes, doenças e mortes de prisioneiros de guerra em cativeiro. As baixas civis incluem mortes causadas por bombardeios estratégicos, vítimas do Holocausto, crimes de guerra alemães, crimes de guerra japoneses, transferências populacionais na União Soviética, crimes de guerra dos Aliados e mortes por fome e doenças relacionadas à guerra.
As fontes para as vítimas de cada nação não usam os mesmos métodos, e as mortes de civis devido à fome e à doença constituem uma grande proporção das mortes de civis na China e na União Soviética. As perdas listadas aqui são mortes atuais; perdas hipotéticas devido a um declínio de nascimentos não são incluídas no total de mortos. A distinção entre baixas militares e civis causadas diretamente por guerras e danos colaterais nem sempre é claro. Para nações que sofreram grandes perdas, como União Soviética, China, Polônia, Alemanha Nazista e Iugoslávia, as fontes podem fornecer apenas a perda total estimada de população causada pela guerra e uma estimativa aproximada do colapso das mortes causadas por atividade militar, crime contra a humanidade e fome relacionada à guerra. As vítimas listadas aqui incluem 19 a 25 milhões de mortes por fome relacionadas à guerra na União Soviética, China, Indonésia, Vietnã, Filipinas e Índia que são frequentemente omitidas de outras compilações de vítimas da Segunda Guerra Mundial.
As notas de rodapé fornecem uma descrição detalhada das vítimas e de suas fontes, incluindo dados sobre o número de feridos, onde fontes confiáveis estão disponíveis.

## Perdas humanas por país

### Total de mortes

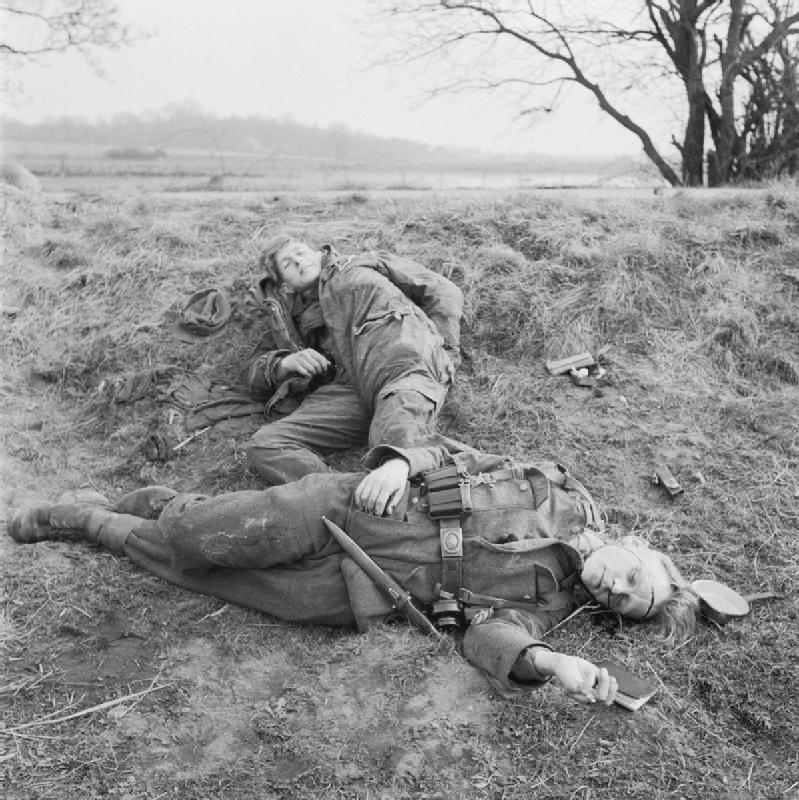
Dois soldados alemães, um ferido e o outro morto. Cerca de um-terço de todas as fatalidades na guerra foram militares.

- Os números são arredondados para o centésimo mais próximo.
- As baixas militares incluem a morte de forças militares regulares de combate e causas que não são de combate. As mortes de Partisans e combatentes da resistência estão incluídas nas perdas militares. A morte de prisioneiros de guerra em cativeiro e desaparecidos em ação também estão incluídos nas mortes militares. Sempre que possível, os detalhes são fornecidos nas notas de rodapé.
- As forças armadas das várias nações são tratadas como entidades únicas, por exemplo, as mortes de austríacos, franceses e estrangeiros de ascendência alemã na Europa Oriental na Wehrmacht estão incluídas nas perdas militares alemãs. Por exemplo, Michael Strank está incluído nos mortos de guerra americanos e não da Checoslováquia.
- Os mortos civis de guerra estão incluídos nas nações onde residiam. Por exemplo, refugiados judeus alemães na França que foram deportados para os campos de extermínio estão incluídos com as vítimas francesas nas fontes publicadas sobre o Holocausto.
- As estatísticas oficiais de vítimas publicadas pelos governos dos Estados Unidos, França e Reino Unido não fornecem os detalhes da origem nacional, raça e religião das perdas.
- As baixas civis incluem mortes causadas por bombardeios estratégicos, vítimas do Holocausto, crimes de guerra alemães, crimes de guerra japoneses, transferências populacionais na União Soviética, crimes de guerra dos Aliados e mortes por fome e doenças relacionadas à guerra. A repartição exata nem sempre é fornecida nas fontes citadas.

### Alemanha Nazista
- Fontes alemãs não fornecem números para cidadãos soviéticos recrutados pela Alemanha. O historiador russo Grigori F. Krivosheev coloca as perdas dos "Vlasovitas, bálticos e muçulmanos etc", em serviço alemão em 215 000.[182]

### União Soviética
A repartição estimada para cada república soviética do total de mortos em guerra↑AY4 
| República Soviética | População em 1940 (fronteiras de 1946 a 1991) | Mortes militares | Mortes civis por atividade militar e crimes contra a humanidade | Mortes civis por fome e doença relacionadas à guerra | Total      | Mortes em % da população de 1940 |
| ------------------- | --------------------------------------------- | ---------------- | --------------------------------------------------------------- | ---------------------------------------------------- | ---------- | -------------------------------- |
| Armênia             | 1 320 000                                     | 150 000          |                                                                 | 30 000                                               | 180 000    | 13,6%                            |
| Azerbaijão          | 3 270 000                                     | 210 000          |                                                                 | 90 000                                               | 300 000    | 9,1%                             |
| Bielorrússia        | 9 050 000                                     | 620 000          | 1 360 000                                                       | 310 000                                              | 2 290 000  | 25,3%                            |
| Estônia             | 1 050 000                                     | 30 000           | 50 000                                                          |                                                      | 80 000     | 7,6%                             |
| Geórgia             | 3 610 000                                     | 190 000          |                                                                 | 110 000                                              | 300 000    | 8,3%                             |
| Cazaquistão         | 6 150 000                                     | 310 000          |                                                                 | 350 000                                              | 660 000    | 10,7%                            |
| Quirguistão         | 1 530 000                                     | 70 000           |                                                                 | 50 000                                               | 120 000    | 7,8%                             |
| Letônia             | 1 890 000                                     | 30 000           | 190 000                                                         | 40 000                                               | 260,000    | 13,7%                            |
| Lituânia            | 2 930 000                                     | 25 000           | 275 000                                                         | 75 000                                               | 375 000    | 12,7%                            |
| Moldávia            | 2 470 000                                     | 50 000           | 75 000                                                          | 45 000                                               | 170,000    | 6,9%                             |
| Rússia              | 110 100 000                                   | 6 750 000        | 4 100 000                                                       | 3 100,000                                            | 13 950 000 | 12,7%                            |
| Tajiquistão         | 1 530 000                                     | 50 000           |                                                                 | 70 000                                               | 120 000    | 7,8%                             |
| Turquemenistão      | 1 300 000                                     | 70 000           |                                                                 | 30 000                                               | 100 000    | 7,7%                             |
| Ucrânia             | 41 340 000                                    | 1 650 000        | 3 700 000                                                       | 1 500 000                                            | 6 850 ,000 | 16,3%                            |
| Uzbequistão         | 6 550 000                                     | 330 000          |                                                                 | 220 000                                              | 550 000    | 8,4%                             |
| Não identificado    | –                                             | 165 000          | 130 000                                                         |                                                      | 295 000    |                                  |
| Total aproximado    | 194 090 000                                   | 10 600 000       | 10 000 000                                                      | 6 000 000                                            | 26 600 000 | 13,7%                            |

A fonte dos números é Vadim Erlikman. Poteri narodonaseleniia v XX veke: spravochnik. Moscow, 2004. ISBN 5-93165-107-1. pp. 21–35. Erlikman, um historiador russo, observa que esses números são suas estimativas.
- A população listada aqui, de 194 090 000, é retirada de fontes da era soviética. Estudos recentes publicados na Rússia colocam a população atual corrigida em 1940 em 192 598 000.[183][184]
- Segundo as estimativas da Rússia, a população em 1939 incluiu 20 268 000 nos territórios anexados pela União Soviética de 1939 a 1940: as regiões orientais da Polônia em 12 983 000; Lituânia em 2 440 000; Letônia em 1 951 000; Estônia em 1 122 000; Bessarábia e Bucovina romenos em 3 700 000; menos transferências de (392 000) alemães étnicos deportados durante as transferências populacionais nazista-soviética; Exército de Anders (120.000); Primeiro Exército Polonês (1944-1945) (26 000) e regiões de Zakerzonia e Belastok (1 392 000) que foram devolvidos à Polônia em 1945.[183][185][186]
- Fontes russas estimam que as transferências populacionais no pós-guerra resultaram em uma perda líquida de (622 000). As adições foram a anexação do Carpatho-Ucrânia 725 000; a República Popular de Tuvan 81 000; a população restante em Sakhalin do Sul 29 000 e no Oblast de Kaliningrado 5 000; e a deportação de ucranianos da Polônia para a União Soviética em 1944-1947 em 518 000. As transferências incluíram a fuga e a expulsão de poloneses da União Soviética em 1944-1947 (1 529 000) e a emigração pós-guerra para o oeste (451 000).[183][186][185] Segundo Viktor Zemskov, ¾ emigrou no pós-guerra para o oeste era de pessoas que eram dos territórios anexados em 1939-1940.[187]
- As estimativas no oeste para as transferências populacionais diferem. De acordo com Sergei Maksudov, um demógrafo russo que vive no oeste, a população dos territórios anexados pela União Soviética era 23 000 000 menos a população líquida de 3 000 000 de pessoas que emigraram da União Soviética, incluindo 2 136 000 poloneses que deixaram a União Soviética; 115 000 soldados poloneses do Exército de Anders; 392 000 alemães que deixaram a era do pacto nazista-soviético e 400 000 judeus, romenos, alemães tchecos e húngaros que emigraram após a guerra.[188][3] O governo polonês no exílio colocou a população dos territórios da Polônia anexados pela União Soviética em 13 199 000.[189]
- Fontes polonesas repassaram o número de refugiados dos territórios da Polônia anexados pela União Soviética que viviam na Polônia pós-guerra em cerca de 2 200 000, cerca de 700 000 a mais do que aqueles listados nas fontes soviéticas de poloneses. A diferença se deve ao fato de que os poloneses das regiões do leste que foram deportados para a Alemanha durante a guerra ou que fugiram de Volínia e da Galícia Oriental não foram incluídos nos números das transferências organizadas em 1944-1947.[190]
- Os números da Bielorrússia, Ucrânia e Lituânia incluem cerca de 2 000 000 de mortos civis que também estão listados em fontes polonesas no total de mortos em guerra da Polônia. A historiadora polonesa Krystyna Kersten estimou as perdas em cerca de 2 000 000 nas áreas polonesas anexadas pela União Soviética.[191] A transferência formal dos territórios da Polônia anexados pela União Soviética ocorreu com o Acordo de fronteira entre Polônia e União Soviética de agosto de 1945.
- Segundo Erlikman, além dos mortos em guerra, houve 1 700 000 mortes devido à repressão soviética (200 000 executados; 4 500 000 enviados para prisões e Gulag, dos quais 1 200 000 morreram; 2 200 000 deportados, dos quais 300 000 morreram).[192]

### Mortes do Holocausto
Incluídos nos números de mortos totais na guerra para cada nação estão as vítimas do Holocausto.

#### Mortes de judeus

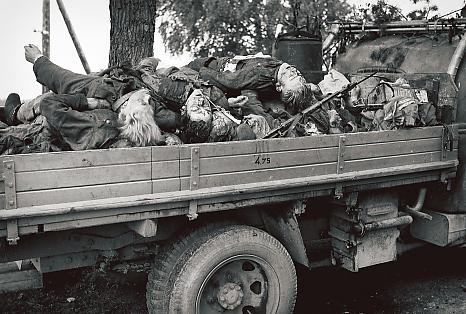
Boa parte dos mortos durante a segunda guerra mundial eram civis.

O Holocausto é o termo geralmente usado para descrever o genocídio de aproximadamente 6 000 000 de judeus europeus durante a Segunda Guerra Mundial. Martin Gilbert estima que 5 700 000 (78%) dos 7 300 000 de judeus na Europa ocupada alemã foram vítimas do Holocausto. As estimativas de mortes no Holocausto variam entre 4 900 000 a 5 900 000 de judeus.
Repartição estatística dos mortos judeus:
- Nos campos de extermínio nazistas: de acordo com pesquisadores do Instituto da Memória Nacional (IPN), 2 830 000 judeus foram assassinados nos campos de extermínio nazistas (500 000 Bełżec; 150 000 Sobibor; 850 000 Treblinka; 150 000 Chełmno; 1 100 000 Auschwitz; 80 000 Majdanek).[196] Raul Hilberg coloca o número de mortos judeus nos campos de extermínio, incluindo a Transnístria romena, em .[197]
- Na União Soviética, pelo Einsatzgruppen: Raul Hilberg estima em 1 400 000 o número de mortos de judeus na área dos grupos de extermínio móvel.[197]
- Mortes agravadas nos guetos da Europa ocupada pelos nazistas: Raul Hilberg estima o número de mortos de judeus nos guetos em 700 000.[197]
- Yad Vashem estimou que, no início de 2019, seu banco de dados central de nomes de vítimas do Holocausto continha os nomes de 4 800 000 de mortos no Holocausto judeu.[198]

Os números para a população judaica pré-guerra e as mortes na tabela abaixo são de The Columbia Guide to the Holocaust. Foram adicionados os percentuais baixo, alto e médio de mortes da população pré-guerra.
| País                                 | População judaica pré-guerra em 1933 | Baixa estimativa de mortes | Alta estimativa de mortes | Baixa %       | Alta %        | Média %       |
| ------------------------------------ | ------------------------------------ | -------------------------- | ------------------------- | ------------- | ------------- | ------------- |
| Áustria                              | 191 000 (veja a nota de rodapé)      | 50 000                     | 65 000                    | 26,2%         | 34,0%         | 30,1%         |
| Bélgica                              | 60,000 (veja a nota de rodapé)       | 25 000                     | 29 000                    | 41,7%         | 48,3%         | 45,0%         |
| República Checa                      | 92 000                               | 77 000                     | 78 300                    | 83,7%         | 85,1%         | 84,4%         |
| Dinamarca                            | 8 000                                | 60                         | 116                       | 0,8 %         | 1,5%          | 1,1%          |
| Estônia                              | 4 600                                | 1 500                      | 2 000                     | 32,6%         | 43,5%         | 38,0%         |
| França                               | 260,000 (veja a nota de rodapé)      | 75 000                     | 77 000                    | 28,8%         | 29,6%         | 29,2%         |
| Alemanha Nazista                     | 566 000 (veja a nota de rodapé)      | 135 000                    | 142 000                   | 23,9%         | 25,1%         | 24,5%         |
| Grécia                               | 73 000                               | 59 000                     | 67 000                    | 80,8%         | 91,8%         | 86,3%         |
| Hungria (fronteiras de 1940)         | 725 000                              | 502 000                    | 569 000                   | 69,2%         | 78,5%         | 73,9%         |
| Itália                               | 48 000                               | 6 500                      | 9 000                     | 13,5%         | 18,8%         | 16,1%         |
| Letônia                              | 95 000                               | 70 000                     | 72 000                    | 73,7%         | 75,8%         | 74,7%         |
| Lituânia                             | 155 000                              | 130 000                    | 143 000                   | 83,9%         | 92,3%         | 88,1%         |
| Luxemburgo                           | 3 500                                | 1 000                      | 2 000                     | 28,6%         | 57,1%         | 42,9%         |
| Países Baixos                        | 112 000 (veja a nota de rodapé)      | 100 000                    | 105 000                   | 89,3%         | 93,8%         | 91,5%         |
| Noruega                              | 1 700                                | 800                        | 800                       | 47,1%         | 47,1%         | 47,1%         |
| Polônia (fronteiras de 1939)         | 3 250 000                            | 2 700 000                  | 3 000 000                 | 83,1%         | 92,3%         | 87,7%         |
| Romênia (fronteiras de 1940)         | 441 000                              | 121 000                    | 287 000                   | 27,4%         | 65,1%         | 46,3%         |
| Eslováquia                           | 89 000                               | 60 000                     | 71 000                    | 67,4%         | 79,8%         | 73,6%         |
| União Soviética (fronteiras de 1939) | 2 825 000                            | 700 000                    | 1 100 000                 | 24,8%         | 38,9%         | 31,9%         |
| Iugoslávia                           | 68 000                               | 56 000                     | 65 000                    | 82,4%         | 95,6%         | 89,0%         |
| Total                                | 9 067 000                            | 4 869 860                  | 5 894 716                 | 50,4% (média) | 59,7% (média) | 55,1% (média) |

- O total da população em 1933 listado aqui tem como fonte a The Columbia Guide to the Holocaust. De 1933 a 1939, cerca de 400 000 judeus fugiram da Alemanha Nazista, Áustria e Checoslováquia. Alguns desses refugiados estavam na Europa Ocidental quando a Alemanha Nazista ocupou esses países em 1940. Em 1940, havia 30 000 refugiados judeus nos Países Baixos, 12 000 na Bélgica, 30 000 na França, 2 000 na Dinamarca, 5 000 na Itália e 2 000 na Noruega.[201]
- As perdas judaicas húngaras de 569 000 aqui apresentadas incluem os territórios anexados em 1939-1941.[202] O número de mortos no Holocausto em 1938 nas fronteiras húngaras foi de 220 000.[65] Segundo Martin Gilbert, a população judaica dentro das fronteiras da Hungria em 1941 era de 764 000 (445 000 nas fronteiras de 1938 e 319 000 nos territórios anexos). As mortes do Holocausto dentro das fronteiras de 1938 foram de 200 000, não incluindo 20 000 homens recrutados como escravos para os militares.[203]
- Os números dos Países Baixos listados na tabela são 112 000 judeus tem como fonte o The Columbia Guide to the Holocaust incluem os judeus que residiam nos Países Baixos em 1933.

Em 1940, a população judaica havia aumentado para 140 000 com a inclusão de 30 000 refugiados judeus. Nos Países Baixos, 8 000 judeus em casamentos mistos não estavam sujeitos a deportação. No entanto, um artigo do periódico neerlandês De Groene Amsterdammer sustenta que alguns judeus em casamentos mistos foram deportados antes que a prática fosse encerrada por Adolf Hitler.
- As vítimas húngaras do Holocausto judeu dentro das fronteiras de 1939 foram de 200 000.[206]
- As vítimas romenas do Holocausto judeu dentro das fronteiras de 1939 foram de 469 000, incluindo 300 000 na Bessarábia e Bucovina ocupadas pela União Soviética em 1940.[206][207]
- Segundo Martin Gilbert, as vítimas judias do Holocausto totalizaram 8 000 na Itália e 562 na colônia italiana da Líbia.[208]

#### Não-judeus perseguidos por nazistas e afiliados
Alguns estudiosos sustentam que a definição do Holocausto também deve incluir as outras vítimas perseguidas e mortas pelos nazistas.
- Donald L. Niewyk, professor de história da Universidade Metodista Meridional, sustenta que o Holocausto pode ser definido de quatro maneiras: primeiro, que foi apenas o genocídio dos judeus; segundo, que havia vários Holocaustos paralelos, um para cada um dos vários grupos; terceiro, o Holocausto incluiria os ciganos e os deficientes, juntamente com os judeus; quarto, incluiria todos os crimes alemães de motivação racial, como o assassinato de prisioneiros de guerra soviéticos, civis poloneses e soviéticos, além de presos políticos, dissidentes religiosos e homossexuais. Usando essa definição, o número total de vítimas do Holocausto está entre 11 milhões e 17 milhões de pessoas.[211]
- De acordo com a Universidade do Sul da Flórida, "aproximadamente 11 milhões de pessoas foram mortas por causa das políticas genocidas dos nazistas".[212]
- Rudolph Joseph Rummel estimou o número de mortos devido ao Democídio nazista em 20,9 milhões de pessoas.[213]
- Timothy Snyder estima o número de vítimas dos nazistas como resultado de "políticas deliberadas de assassinato em massa", como execuções, fome deliberada e campos de extermínio, em 10,4 milhões de pessoas, incluindo 5,4 milhões de judeus.[214]
- O estudioso alemão Hellmuth Auerbach calcula o número de mortos na era Hitler em 6 milhões de judeus mortos no Holocausto e em 7 milhões de outras vítimas dos nazistas.[215]
- Dieter Pohl coloca o número total de vítimas da era nazista entre 12 e 14 milhões de pessoas, incluindo 5,6 a 5,7 milhões de judeus.[216]
- Ciganos incluídos nos números de mortos totais de guerra estão as vítimas ciganas da perseguição nazista; alguns estudiosos incluem as mortes dos ciganos com o Holocausto. A maioria das estimativas das vítimas de ciganos varia entre 130 000 e 500 000.[211][217] Ian Hancock, diretor do Programa de Estudos Romani e do Centro de Documentação e Arquivos Romani da Universidade do Texas em Austin, argumentou a favor de um número maior entre 500 000 e 1 500 000 de ciganos mortos.[218] Hancock escreve que, proporcionalmente, o número de mortes igualava "e quase certamente excedia o de vítimas judaicas".[219] Em uma publicação de 2010, Ian Hancock afirmou que concorda com o ponto de vista de que o número de ciganos mortos foi subestimado como resultado de serem agrupados com outros registros nazistas em títulos como "restante a ser liquidado", "preguiçoso" e "partidários".[220]
- Em 2018, o Museu Memorial do Holocausto dos Estados Unidos tem o número de assassinatos durante o período do holocausto em 17 milhões, 6 milhões de judeus e 11 milhões de outros.[221]

Os números a seguir são do The Columbia Guide to the Holocaust, os autores sustentam que "as estatísticas sobre as perdas ciganas são especialmente não confiáveis e controversas. Esses números (citados abaixo) são baseados em estimativas necessariamente aproximadas".
| País                                 | População cigana antes da guerra | Vítimas com baixa estimativa | Vítimas com alta estimativa |
| ------------------------------------ | -------------------------------- | ---------------------------- | --------------------------- |
| Áustria                              | 11 200                           | 6 800                        | 8 250                       |
| Bélgica                              | 600                              | 350                          | 500                         |
| República Checa                      | 13 000                           | 5 000                        | 6 500                       |
| Estônia                              | 1 000                            | 500                          | 1 000                       |
| França                               | 40 000                           | 15 150                       | 15 150                      |
| Alemanha Nazista                     | 20 000                           | 15 000                       | 15 000                      |
| Grécia                               | ?                                | 50                           | 50                          |
| Hungria                              | 100 000                          | 1 000                        | 28 000                      |
| Itália                               | 25 000                           | 1 000                        | 1 000                       |
| Letônia                              | 5 000                            | 1 500                        | 2 500                       |
| Lituânia                             | 1 000                            | 500                          | 1 000                       |
| Luxemburgo                           | 200                              | 100                          | 200                         |
| Países Baixos                        | 500                              | 215                          | 500                         |
| Polônia                              | 50 000                           | 8 000                        | 35 000                      |
| Romênia                              | 300 000                          | 19 000                       | 36 000                      |
| Eslováquia                           | 80 000                           | 400                          | 10 000                      |
| União Soviética (fronteiras de 1939) | 200 000                          | 30 000                       | 35 000                      |
| Iugoslávia                           | 100 000                          | 26 000                       | 90 000                      |
| Total                                | 947 500                          | 130 565                      | 285 650                     |

- Pessoas com deficiência: 200 000 a 250 000 de pessoas com deficiência foram mortas.[223] Um relatório de 2003 do Arquivo Nacional da Alemanha elevou o total de assassinatos durante os programas da Aktion T4 e da Aktion 14f13 a 200 000 [224][225]
- Prisioneiros de guerra: as mortes de prisioneiros de guerra no cativeiro nazista totalizaram 3,1 milhões,[226] incluindo 2,6 a 3 milhões de prisioneiros de guerra soviéticos.[227]
- Polacos: Segundo o Museu Memorial do Holocausto dos Estados Unidos "Estima-se que os alemães mataram pelo menos 1,9 milhões de civis poloneses não-judeus durante a Segunda Guerra Mundial".[228] Eles sustentam que "a documentação permanece fragmentada, mas hoje estudiosos independentes da Polônia acreditam que 1,8 a 1,9 milhões de civis poloneses (não-judeus) foram vítimas das políticas de ocupação alemã e da guerra".[229] No entanto, em 2009, o Instituto de Recordação Nacional (IPN), afiliado ao governo polonês, estimou 2 770 000 mortes étnicas na Polônia devido à ocupação alemã.[230]
- Russos, ucranianos e bielorrussos: Segundo a ideologia nazista, os eslavos eram sub-humanos inúteis. Como tal, seus líderes, a elite soviética, seriam mortos e o restante da população escravizada, morreria de fome ou expelida para o leste. Como resultado, milhões de civis na União Soviética foram deliberadamente mortos, morreram de fome ou trabalharam até a morte.[231] Fontes russas contemporâneas usam os termos "genocídio" e "extermínio premeditado" quando se referem a perdas civis na União Soviética ocupada. Os civis mortos em represália durante a guerra partidária soviética e a fome relacionada à guerra representam uma parte importante.[232] A Cambridge History of Russia estima que as mortes de civis na União Soviética ocupada pelos nazistas totalizem 13,7 milhões de pessoas, incluindo 2 milhões de judeus. Houve 2,6 milhões de mortes adicionais nas regiões do interior da União Soviética. Os autores mantêm "a margem de erro nesse número é muito ampla". Pelo menos 1 milhão pereceu nos campos de guerra do Gulag ou nas deportações. Outras mortes ocorreram nas evacuações de guerra e devido a desnutrição e doenças relacionadas à guerra no interior. Os autores sustentam que tanto Josef Stalin quanto Adolf Hitler "foram responsáveis, mas de maneiras diferentes por essas mortes" e "Em suma, o quadro geral das perdas soviéticas durante a guerra sugere um quebra-cabeça. O esboço geral é claro: as pessoas morreram em números colossais, mas em muitas circunstâncias miseráveis e terríveis condições diferentes. Mas peças individuais do quebra-cabeça não se encaixam bem; algumas se sobrepõem e outras ainda não foram encontradas".[233] Bohdan Wytwycky sustentou que as perdas civis chegou a 3,0 milhões de ucranianos e 1,4 milhões de bielorrussos "foram racialmente motivadas".[234][235] De acordo com Paul Robert Magocsi, entre 1941 e 1945, aproximadamente 3 000 000 de vítimas ucranianas e outras não-judias foram mortas como parte das políticas de extermínio nazista no território da Ucrânia atual.[236] Dieter Pohl coloca o número total de vítimas das políticas nazistas na União Soviética em 500 000 civis mortos na repressão de guerrilheiros, 1 milhão de vítimas do Plano Fome nazista, c. 3 milhões de prisioneiros de guerra soviéticos e 1 milhão de judeus (nas fronteiras pré-guerra).[237] O autor soviético Georgiy A. Kumanev classificou o número de mortos civis na União Soviética ocupada pelos nazistas em 8,2 milhões (4 milhões de ucranianos, 2,5 milhões de bielorrussos e 1,7 milhão de soviéticos).[238] Um relatório publicado pela Academia de Ciências da Rússia em 1995 apontou o número de mortos devido à ocupação alemã era de 13,7 milhões de civis (incluindo judeus): 7,4 milhões de vítimas de genocídio e represálias nazistas; 2,2 milhões de pessoas deportadas para a Alemanha Nazista por trabalho forçado; e 4,1 milhões de mortes por fome e doenças em território ocupado. Fontes publicadas na União Soviética foram citadas para apoiar esses números.[239]
- Homossexuais: De acordo com o Museu Memorial do Holocausto dos Estados Unidos "Entre 1933 e 1945, a polícia prendeu cerca de 100 000 homens como homossexuais. A maioria dos 50 000 homens condenados pelos tribunais passou algum tempo em prisões regulares e entre 5 000 e 15 000 foram internados em campos de concentração". Eles também observaram que não há estatísticas conhecidas sobre o número de homossexuais que morreram nos campos.[240]
- Outras vítimas da perseguição nazista: entre 1 000 e 2 000 clérigos católicos romanos,[241] cerca de 1 000 Testemunhas de Jeová,[242] e um número desconhecido de maçons[243] pereceram em prisões e campos nazistas. "O destino dos negros de 1933 a 1945 na Alemanha Nazista e em territórios ocupados pela Alemanha variou do isolamento à perseguição, esterilização, experimentação médica, encarceramento, brutalidade e assassinato".[244] Durante a era nazista, comunistas, socialistas, social-democratas e líderes sindicais foram vítimas de perseguição nazista.[245]
- Sérvios: O número de sérvios assassinados pelos Ustaše é objeto de debate e as estimativas variam amplamente. Yad Vashem estima mais de 500 000 assassinados, 250 000 expulsos e 200 000 convertidos à força ao catolicismo.[246] A estimativa do Museu Memorial do Holocausto dos Estados Unidos é que os Ustaše mataram entre 320 000 e 340 000 sérvios no Estado Independente da Croácia entre 1941 a 1945, com aproximadamente 45 000 a 52 000 assassinados apenas no Campo de concentração de Jasenovac.[247] Segundo o Centro Wiesenthal, pelo menos 90 000 sérvios, judeus, ciganos e croatas antifascistas morreram nas mãos de Ustaše no campo de Jasenovac.[248] Segundo fontes iugoslavas publicadas na época da República Socialista Federativa da Iugoslávia, as estimativas do número de vítimas sérvias variam de 200 000 a pelo menos 600 000 pessoas.[249] (Ver Perseguição aos sérvios no Estado Independente da Croácia).

### Crimes de guerra da Alemanha Nazista
Durante a Segunda Guerra Mundial, os militares alemães ajudaram a cumprir as ambições raciais, políticas e territoriais do nazismo. Muito tempo depois da guerra, persistiu um mito alegando que os militares alemães (ou Wehrmacht) não estavam envolvidos no Holocausto e outros crimes associados à política genocida nazista. Essa crença é falsa. Os militares alemães participaram de muitos aspectos do Holocausto: no apoio a Hitler, no uso de trabalho forçado e no assassinato em massa de judeus e outros grupos alvos dos nazistas. A cumplicidade das forças armadas se estendeu não apenas aos generais e à alta liderança, mas também à patente. Além disso, a guerra e a política genocida estavam inextricavelmente ligadas. O exército alemão (ou Heer) foi o maior cúmplice por ter participado das campanhas orientais da Alemanha, mas todos os ramos participaram.

— Museu Memorial do Holocausto dos Estados Unidos

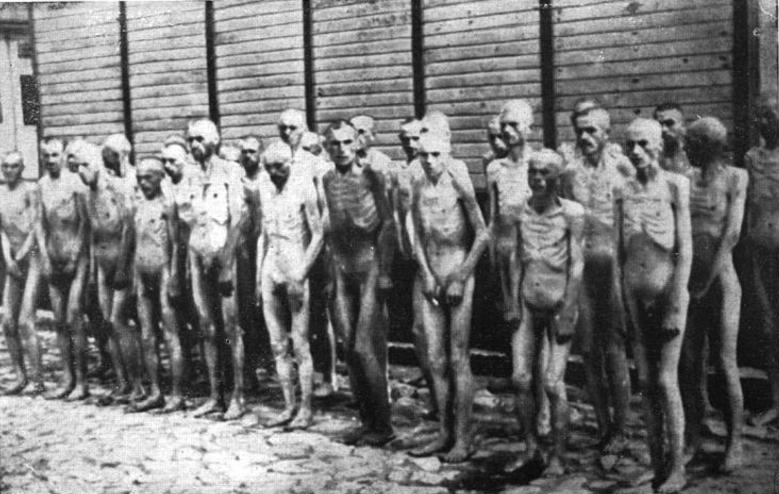
Prisioneiros de guerra soviéticos nus detidos pelos nazistas no campo de concentração de Mauthausen. Estima-se que pelo menos 3,3 milhões de prisioneiros de guerra soviéticos morreram sob custódia alemã.

A Alemanha Nazista ordenou, organizou e perdoou um número substancial de crimes de guerra na Segunda Guerra Mundial. O mais notável deles é o Holocausto, no qual milhões de judeus, poloneses e ciganos foram sistematicamente assassinados ou morreram de abusos e maus-tratos. Milhões também morreram como resultado de outras ações alemãs.
Enquanto as próprias forças da SS do Partido Nazista (em particular as SS-Totenkopfverbände, Einsatzgruppen e Waffen-SS) da Alemanha Nazista eram a organização mais responsável pelo assassinato genocida do Holocausto, as forças armadas regulares representadas pela Wehrmacht cometeram crimes de guerra por seus particularmente na Frente Oriental na guerra contra a União Soviética.

### Crimes de guerra do Império do Japão
Incluídos no total de mortos em guerra estão as vítimas de crimes de guerra do Império do Japão.
- Rudolph Joseph Rummel estima as vítimas civis do democídio japonês em 5 964 000. Detalhado por país: China 3 695 000; Indochina Francesa 457 000; 378 000 na Coreia; Indonésia 375 000; Malaia-Singapura 283 000; Filipinas 119 000; Birmânia Britânica 60 000 e Ilhas do Pacífico 57 000. Rummel estima mortes por prisioneiros de guerra sob custódia japonesa em 539 000. Detalhado por país: China 400 000; Indochina Francesa 30 000; Filipinas 27 300; Índias Orientais Neerlandesas 25 000; França 14 000; Grã-Bretanha 13 000; Colônias Britânicas 11 000; Estados Unidos 10 700; Austrália 8 000.[19][252]
- Werner Gruhl estima as mortes de civis em 20 365 000. Detalhado por país: China 12 392 000; Indochina Francesa 1 500 000; Coreia 500 000; Índias Orientais Neerlandesas 3 000 000; Malaia-Singapura 100 000; Filipinas 500 000; Birmânia Britânica 170 000; Trabalhadores forçados no sudeste da Ásia 70 000, 30 000 civis não asiáticos internados; Timor Português 60 000; Tailândia e Ilhas do Pacífico 60 000.[253][254] Gruhl estima mortes de prisioneiros de guerra no cativeiro japonês em 331 584. Detalhado por país: China 270 000; Índias Orientais Neerlandesas 8 500; Grã-Bretanha 12 433; Canadá 273; Filipinas 20 000; Austrália 7 412; Nova Zelândia 31; e os Estados Unidos 12 935.[253] Dos 60 000 prisioneiros de guerra do exército indiano capturados na Queda de Singapura, 11 000 morreram em cativeiro.[255] Houve 14 657 mortes entre o total de 130 895 civis ocidentais aprisionados pelos japoneses devido à fome e doença.[256][257]

## Opressão na União Soviética
O total de mortos em guerra na União Soviética inclui cerca de 1 milhão de vítimas do regime de Josef Stalin. O número de mortes nos campos de trabalho de Gulag aumentou como resultado da superlotação da guerra e da escassez de alimentos. O regime de Stalin deportou toda a população de minorias étnicas consideradas potencialmente desleais. Desde 1990, os estudiosos russos têm acesso aos arquivos da era soviética e publicaram dados sobre o número de pessoas executadas e as que morreram nos campos de trabalho e prisões de Gulag. O estudioso russo Viktor Zemskov estima o número de mortos entre 1941 a 1945 em cerca de 1 milhão, com base em dados dos arquivos soviéticos. Os números dos arquivos da era soviética nos campos de trabalho de Gulag têm sido objeto de um vigoroso debate acadêmico fora da Rússia desde sua publicação em 1991. J. Arch Getty e Stephen G. Wheatcroft sustentam que os números da era soviética detalham com mais precisão as vítimas do sistema de campos de trabalho Gulag na era de Stalin. Robert Conquest e Steven Rosefielde contestaram a precisão dos dados dos arquivos soviéticos, sustentando que os dados demográficos e depoimentos de sobreviventes dos campos de trabalho de Gulag indicam um número maior de mortes. Rosefielde postula que a divulgação dos números dos arquivos soviéticos é uma desinformação gerada pela KGB. Rosefielde sustenta que os dados dos arquivos soviéticos estão incompletos; por exemplo, ele apontou que os números não incluem as 22 000 vítimas do massacre de Katyn. A análise demográfica de Rosefielde coloca o número de mortes em excesso devido à repressão soviética em 2 183 000 em 1939 a 1940 e 5 458 000 entre 1941 a 1945. Michael Haynes e Rumy Husun aceitam os números dos arquivos soviéticos como uma contagem precisa das vítimas de Stalin, eles sustentam que os dados demográficos mostram uma economia soviética subdesenvolvida e as perdas na Segunda Guerra Mundial, em vez de indicar um número maior de mortes nos campos de trabalho de Gulag.
Em agosto de 2009, os pesquisadores do Instituto da Memória Nacional (IPN) estimaram que 150 000 cidadãos poloneses foram mortos devido à repressão soviética. Desde o colapso da União Soviética, estudiosos poloneses foram capazes de fazer pesquisas nos arquivos soviéticos sobre as perdas polonesas durante a ocupação soviética. Andrzej Paczkowski coloca o número de mortes poloneses em 90 000 a 100 000 dos 1 milhão de pessoas deportadas e 30 000 executadas pelos soviéticos. Em 2005, Tadeusz Piotrowski estimou o número de mortos nas mãos dos soviéticos em 350 000.
A Comissão Estatal da Estônia para o Exame de Políticas Repressivas Realizada Durante as Ocupações classificou as mortes de civis devido à ocupação soviética em 1940 a 1941 em 33 900, incluindo (7 800 mortes) de pessoas presas, (6 000) deportadas, (5 000) mortes de evacuados, (1 100) pessoas desaparecidas e (14 000) recrutadas para trabalho forçado. Após a reocupação da União Soviética, 5 000 estonianos morreram nas prisões soviéticas entre 1944 a 1945.
Resumo dos dados dos arquivos soviéticos
Mortes relatadas nos anos de 1939 a 1945, 1 187 783, incluindo: execuções judiciais 46 350; mortes em campos de trabalho Gulag 718 804; mortes em colônias e prisões trabalhistas 422 629.
Deportados para assentamentos especiais: (os números se referem a deportações para assentamentos especiais, não incluindo os executados, enviados para os campos de trabalho de Gulag ou recrutados para o Exército Soviético. Os números também não incluem deportações adicionais pós-guerra).
Deportados de territórios anexados de 1940 a 1941, 380 000 a 390 000 pessoas, incluindo: Polônia 309 000-312 000; Lituânia 17 500; Letônia 17 000; Estônia 6 000; Moldávia 22 842. Em agosto de 1941, 243 106 poloneses que viviam nos assentamentos especiais foram anistiados e libertados pelos soviéticos.
Deportados durante a Guerra de 1941 a 1945, cerca de 2,3 milhões de pessoas de minorias étnicas soviéticas, incluindo: Alemães soviéticos 1 209 000; Finlandeses 9 000; Carachais 69 000; Calmucos 92 000; Chechenos e Inguches 479 000; Bálcaros 37 000; Tártaros da Crimeia 191 014; Turcos mesquécios 91 000; Gregos, búlgaros e armênios da Crimeia 42 000; Membros da OUN da Ucrânia 100 000; Poloneses 30 000.
Um total de 2 230 500 pessoas estavam morando nos assentamentos em outubro de 1945 e 309 100 mortes foram relatadas em assentamentos especiais nos anos de 1941 a 1948.
As fontes russas listam as mortes de prisioneiros de guerra do Eixo de 580 589 em cativeiro soviético com base em dados dos arquivos soviéticos (Alemanha 381 067; Hungria 54 755; Romênia 54 612; Itália 27 683; Finlândia 403 e Japão 62 069). No entanto, alguns estudiosos ocidentais estimam o total entre 1,7 a 2,3 milhões.

### Vítimas militares por ramo de serviço
| País                               | Ramo de serviço                                                        | Número servido   | Mortos/desaparecidos | Feridos    | Prisioneiros de guerra capturados | Porcentagem de mortos |
| ---------------------------------- | ---------------------------------------------------------------------- | ---------------- | -------------------- | ---------- | --------------------------------- | --------------------- |
| Alemanha Nazista                   | Exército                                                               | 13 600 000       | 4 202 000            |            |                                   | 30,9                  |
| Alemanha Nazista                   | Força Aérea (incluindo unidades de infantaria)                         | 2 500 000        | 433 000              |            |                                   | 17,3                  |
| Alemanha Nazista                   | Marinha                                                                | 1 200 000        | 138 000              |            |                                   | 11,5                  |
| Alemanha Nazista                   | Waffen-SS                                                              | 900 000          | 314 000              |            |                                   | 34,9                  |
| Alemanha Nazista                   | Volkssturm e outras forças paramilitares                               |                  | 231 000              |            |                                   |                       |
| Alemanha Nazista                   | Total (incluindo estrangeiros recrutados)                              | 18 200 000       | 5 318 000            | 6 035 000  | 11 100 000                        | 29,2                  |
| Império do Japão                   | Exército (1937-1945)                                                   | 6 300 000        | 1 326 076            | 85 600     | 30 000                            | 24,2                  |
| Império do Japão                   | Marinha (1941-1945)                                                    | 2 100 000        | 414 879              | 8 900      | 10 000                            | 19,8                  |
| Império do Japão                   | Prisioneiros de guerra mortos após a rendição                          |                  | 381 000              |            |                                   |                       |
| Império do Japão                   | Total das Forças Armadas do Japão                                      | 8 400 000        | 2 121 955            | 94 500     | 40 000                            | 25,3                  |
| Itália                             | Exército                                                               | 3 040 000        | 246 432              |            |                                   | 8,1                   |
| Itália                             | Marinha                                                                | 259 082          | 31 347               |            |                                   | 12,0                  |
| Itália                             | Força Aérea                                                            | 130 000          | 13 210               |            |                                   | 10,2                  |
| Itália                             | Forças partidárias                                                     | 80 000 a 250 000 | 35 828               |            |                                   | 14 a 44               |
| Itália                             | Forças RSI                                                             | 520,000          | 13 021 a 35 000      |            |                                   | 2,5 a 6,7             |
| Itália                             | Total de Forças Armadas Italianas                                      | 3 430 000        | 319 207 a 341 000    | 320 000    | 1 300 000                         | 9,3 a 9,9             |
| União Soviética (1939-1940)        | Todos os ramos de serviço                                              |                  | 136 945              | 205 924    |                                   |                       |
| União Soviética (1941-1945)        | Todos os ramos de serviço                                              | 34 476 700       | 8 668 400            | 14 685 593 | 4 050 000                         | 25,1                  |
| União Soviética                    | Reservistas recrutados ainda não em serviço ativo (veja a nota abaixo) |                  | 500 000              |            |                                   |                       |
| União Soviética                    | Civis em campos de prisioneiros de guerra (veja a nota abaixo)         |                  | 1 000 000            |            | 1 750 000                         |                       |
| União Soviética                    | Unidades Partisans Soviéticos e paramilitares                          |                  | 400,000              |            |                                   |                       |
| União Soviética                    | Total das Forças Armadas Soviéticas                                    | 34 476 700       | 10 725 345           | 14 915 517 | 5 750 000                         | 31,1                  |
| Império Britânico e a Commonwealth | Todos os ramos de serviço                                              | 17 843 000       | 580 497              | 475 000    | 318 000                           | 3,3                   |
| Estados Unidos                     | Exército                                                               | 11 260 000       | 318 274              | 565 861    | 124 079                           | 2,8                   |
| Estados Unidos                     | Força Aérea (incluído no Exército)                                     | (3 400 000)      | (88 119)             | (17 360)   |                                   | 2,5                   |
| Estados Unidos                     | Marinha                                                                | 4 183 446        | 62 614               | 37 778     | 3 848                             | 1,5                   |
| Estados Unidos                     | Serviço Marítimo                                                       | 215 000          | 9 400                | 12 000     | 663                               | 4,5                   |
| Estados Unidos                     | Corpo de Fuzileiros Navais                                             | 669 100          | 24 511               | 68 207     | 2 274                             | 3,7                   |
| Estados Unidos                     | Guarda Costeira                                                        | 241 093          | 1 917                |            |                                   | 0,8                   |
| Estados Unidos                     | Corpo de Comissionados do Serviço de Saúde Pública                     | 2 600            | 8                    |            |                                   | 0,3                   |
| Estados Unidos                     | Corpo de Pesquisa Geodésico e Costeiro                                 |                  | 3                    |            |                                   |                       |
| Estados Unidos                     | Total de Forças Armadas dos Estados Unidos                             | 16 353 639       | 407 316              | 671 846    | 130 201                           | 2,5                   |

Alemanha Nazista
1. O número de mortos em ação foi 2 303 320; mortos por ferimentos, doenças ou acidentes 500 165; 11 000 condenados à morte por tribunal marcial; 2 007 571 desaparecidos em ação ou não contabilizados após a guerra; 25 000 suicídios; 12.000 desconhecidos;[316] 459 475 mortes confirmadas de prisioneiros de guerra, dos quais 77 000 estavam sob custódia dos Estados Unidos, Reino Unido e França; e 363 000 sob custódia da União Soviética. As mortes de prisioneiros de guerra incluem 266 000 no período pós-guerra após junho de 1945, principalmente em cativeiro soviético.[317]
2. Rüdiger Overmans escreve: "Parece totalmente plausível, embora não seja possível, que metade dos 1,5 milhões de desaparecidos na Frente Oriental tenham sido mortos em ação; a outra metade 700 000, no entanto, morreu sob custódia soviética".[318]
3. Fontes soviéticas listam as mortes de 474 967 dos 2 652 672 prisioneiros de guerra das forças armadas alemãs capturados na guerra.[319]

União Soviética
1. O número total estimado de mortos soviéticas entre 1941 a 1945 na Frente Oriental, incluindo a falta de ação, prisioneiros de guerra e Partisans Soviéticos varia de 8,6 a 10,6 milhões.[301] Houve mais 127 000 mortos de guerra em 1939 a 1940 durante a Guerra de Inverno com a Finlândia.[320]
2. Os números oficiais de mortos e desaparecidos em guerras em 1941 a 1945 são 8 668 400, incluindo 6 329 600 mortes relacionadas ao combate, 555 500 mortes não relacionadas ao combate.[321] 500 000 desaparecidos em ação e 1 103 300 prisioneiros de guerra mortos e outros 180 000 prisioneiros de guerra libertados que provavelmente emigraram para outros países.[322][323][324] Os números incluem perdas da Marinha Soviética em 154 771.[325] As mortes não relacionadas ao combate incluem 157 000 condenadas à morte por corte marcial.[326]
3. As baixas entre 1939 a 1940 incluem os seguintes mortos e desaparecidos: Batalhas de Khalkhin Gol em 1939 (8 931), Invasão da Polônia de 1939 (1 139), Guerra de Inverno com a Finlândia (1939 a 1940) (126 875).[297]
4. O número de feridos inclui 2 576 000 pessoas com deficiência permanente.[327]
5. O número oficial russo para o total de prisioneiros de guerra detidos pelos alemães é de 4 059 000; o número de prisioneiros de guerra soviéticos que sobreviveram à guerra foi de 2 016 000, incluindo 180 000 que provavelmente emigraram para outros países, e outros 939 700 prisioneiros de guerra e mortos em ação que foram reformulados à medida que o território foi libertado. Isso deixa 1 103 000 prisioneiros de guerra mortos. No entanto, os historiadores ocidentais colocam o número de prisioneiros de guerra detidos pelos alemães em 5,7 milhões e cerca de 3 milhões em mortos em cativeiro (nos números oficiais russos, 1,1 milhões são prisioneiros de guerra militares e o saldo remanescente de cerca de 2 milhões está incluído em mortes de civis).[322][328]
6. Reservistas recrutados são uma estimativa de homens convocados, principalmente em 1941, que foram mortos em batalha ou morreram como prisioneiros de guerra antes de serem listados com força ativa. Fontes soviéticas e russas classificam essas perdas como mortes de civis.[300]

Commonwealth Britânica
1. Número servido: Reino Unido e as Colônias da Coroa (5 896 000); Índia (administração colonial britânica) (2 582 000), Austrália (993 000); Canadá (1 100 000); Nova Zelândia (295 000); África do Sul (250 000).[329]
2. Total de mortes relacionadas à guerra relatadas pela Commonwealth War Graves Commission: Reino Unido e as Colônias da Coroa (383 786); Índia (administração colonial britânica) (87 032), Austrália (40 464); Canadá (45 383); Nova Zelândia (11 929); África do Sul (11 903).[330]
3. Total de mortos em operações militares somente no Reino Unido (de acordo com dados preliminares de 1945): 264 443. Marinha Real Britânica (50 758); Exército Britânico (144 079); Força Aérea Real Britânica (69 606).[331][332]
4. Feridos: Reino Unido e as Colônias da Coroa (284.049); Índia (administração colonial britânica) (64 354), Austrália (39 803); Canadá (53 174); Nova Zelândia (19 314); África do Sul (14 363).[302][333][334]
5. Prisioneiros de guerra: Reino Unido e as Colônias da Coroa (180 488); Índia (administração colonial britânica) (79 481); Austrália (26 358); África do Sul (14 750); Canadá (9 334); Nova Zelândia (8 415).[302][333][334]
6. O Debt of Honour Register da Commonwealth War Graves Commission lista os 1,7 milhão de homens e mulheres das forças da Commonwealth que morreram durante as duas guerras mundiais.[335]

Estados Unidos
1. As mortes em batalhas (incluindo prisioneiros de guerra que morreram em cativeiro, não incluem aqueles que morreram de doenças e acidentes)[305] foram 292 131: Exército 234 874 (incluindo forças aéreas do exército 52 173); Marinha 36 950; Fuzileiros Navais 19 733; e Guarda Costeira 574 (185 924 mortes ocorreram no teatro de operações da Europa/Atlântico e 106 207 mortes ocorreram no teatro de operações da Ásia/Pacífico).[305][336]
2. Durante a Segunda Guerra Mundial, 14 059 prisioneiros de guerra americanos morreram em cativeiro inimigo durante a guerra (12 935 mantidos pelo Império do Japão e 1 124 mantidos pela Alemanha Nazista).[337]
3. Durante a Segunda Guerra Mundial, 1,2 milhões de afro-americanos serviram nas Forças Armadas dos Estados Unidos e 708 foram mortos em ação. 350 000 mulheres americanas servidas nas Forças Armadas durante a Segunda Guerra Mundial e 16 foram mortas em ação.[338] Durante a Segunda Guerra Mundial, 26 000 nipo-americanos serviram nas Forças Armadas e mais de 800 foram mortos em ação.[339]

### Vítimas militares daCommonwealth
O relatório anual de 2014-2015 da Commonwealth War Graves Commission (CWGC) é a fonte dos mortos militares do Império Britânico. Os totais de mortos em guerra listados no relatório se baseiam na pesquisa do CWGC para identificar e homenagear os mortos em guerra da Commonwealth. As estatísticas tabuladas pelo CWGC são representativas do número de nomes que homenageia os homens/mulheres das Forças Armadas da Commonwealth e antigas dependências do Reino Unido, cuja morte foi atribuída ao serviço de guerra. Algumas organizações civis e auxiliares também recebem status grave de guerra se a morte ocorrer sob certas condições especificadas. Para os fins do CWGC, as datas de inclusão do CWGC são de 3 de setembro de 1939 a 31 de dezembro de 1947.